# Lavilletertre
Lavilletertre és un municipi francès, situat al departament de l'Oise i a la regió dels Alts de França. L'any 2007 tenia 504 habitants.

## Demografia

### Població
El 2007 la població de fet de Lavilletertre era de 504 persones. Hi havia 160 famílies de les quals 32 eren unipersonals (12 homes vivint sols i 20 dones vivint soles), 48 parelles sense fills, 68 parelles amb fills i 12 famílies monoparentals amb fills.
La població ha evolucionat segons el següent gràfic:
Habitants censats

### Habitatges
El 2007 hi havia 199 habitatges, 164 eren l'habitatge principal de la família, 23 eren segones residències i 12 estaven desocupats. 182 eren cases i 14 eren apartaments. Dels 164 habitatges principals, 136 estaven ocupats pels seus propietaris, 23 estaven llogats i ocupats pels llogaters i 5 estaven cedits a títol gratuït; 3 tenien una cambra, 4 en tenien dues, 18 en tenien tres, 47 en tenien quatre i 91 en tenien cinc o més. 127 habitatges disposaven pel capbaix d'una plaça de pàrquing. A 76 habitatges hi havia un automòbil i a 82 n'hi havia dos o més.

### Piràmide de població
La piràmide de població per edats i sexe el 2009 era:
| Homes | Edats   | Dones |
| ----- | ------- | ----- |
| 4     | 95 o +  | 12    |
| 0     | 90 a 94 | 24    |
| 8     | 85 a 89 | 16    |
| 8     | 80 a 84 | 20    |
| 16    | 75 a 79 | 16    |
| 12    | 70 a 74 | 8     |
| 4     | 65 a 69 | 4     |
| 0     | 60 a 64 | 4     |
| 24    | 55 a 59 | 16    |
| 16    | 50 a 54 | 16    |
| 37    | 45 a 49 | 16    |
| 44    | 40 a 44 | 20    |
| 32    | 35 a 39 | 20    |
| 12    | 30 a 34 | 12    |
| 4     | 25 a 29 | 12    |
| 16    | 20 a 24 | 4     |
| 20    | 15 a 19 | 16    |
| 16    | 10 a 14 | 24    |
| 16    | 5 a 9   | 12    |
| 24    | 0 a 4   | 8     |

## Economia
El 2007 la població en edat de treballar era de 361 persones, 297 eren actives i 64 eren inactives. De les 297 persones actives 283 estaven ocupades (179 homes i 104 dones) i 13 estaven aturades (7 homes i 6 dones). De les 64 persones inactives 29 estaven jubilades, 17 estaven estudiant i 18 estaven classificades com a «altres inactius».

### Ingressos
El 2009 a Lavilletertre hi havia 167 unitats fiscals que integraven 424,5 persones, la mediana anual d'ingressos fiscals per persona era de 23.236 €.

### Activitats econòmiques
Dels 11 establiments que hi havia el 2007, 1 era d'una empresa de fabricació d'altres productes industrials, 1 d'una empresa de construcció, 2 d'empreses de comerç i reparació d'automòbils, 1 d'una empresa de transport, 1 d'una empresa d'hostatgeria i restauració, 1 d'una empresa financera, 1 d'una empresa immobiliària, 2 d'empreses de serveis i 1 d'una entitat de l'administració pública.
Dels 2 establiments de servei als particulars que hi havia el 2009, 1 era una fusteria i 1 agència immobiliària.
L'any 2000 a Lavilletertre hi havia 6 explotacions agrícoles que ocupaven un total de 1.056 hectàrees.

## Equipaments sanitaris i escolars
El 2009 hi havia una escola elemental integrada dins d'un grup escolar amb les comunes properes formant una escola dispersa.

## Poblacions més properes
El següent diagrama mostra les poblacions més properes.